# Sisse Graum Jørgensen
Sisse Graum Jørgensen (* 8. Mai 1972 in Kopenhagen) ist eine dänische Filmproduzentin.
Sisse Graum Jørgensen kam als Assistentin des Produzenten Peter Aalbæk Jensen zur Filmfirma Zentropa. Ab 2000 wurde sie selbst als Filmproduzentin dort tätig.
Für den Film Die Jagd wurde sie für den BAFTA Film Award nominiert und mit zwei Roberts ausgezeichnet. Weitere Roberts erhielt sie für die Filme Der Traum und Der kommer en dag. Für Love Is All You Need wurde sie 2013 mit dem Europäischen Filmpreis geehrt.

## Filmografie (Auswahl)
- 2002: Für immer und ewig (Elsker dig for Evigt)
- 2002: Wilbur Wants to Kill Himself (Wilbur begår selvmord)
- 2004: Brothers – Zwischen Brüdern (Brødre)
- 2005: Dear Wendy
- 2006: Nach der Hochzeit (Efter brylluppet)
- 2006: Der Traum (Drømmen)
- 2010: Eine Familie (En familie)
- 2010: In einer besseren Welt (Hævnen)
- 2012: Die Königin und der Leibarzt (En kongelig affære)
- 2012: Die Jagd (Jagten)
- 2012: Love Is All You Need (Den skaldede frisør)
- 2014: The Salvation – Spur der Vergeltung (The Salvation)
- 2016: Die Kommune (Kollektivet)
- 2016: Der kommer en dag
- 2020: Der Rausch (Druk)
- 2020: Riders of Justice (Retfærdighedens ryttere)
- 2024: Families Like Ours – Nur mit Euch (Fernsehserie)